# Champougny
Champougny é uma comuna francesa na região administrativa de Grande Leste, no departamento de Meuse. Estende-se por uma área de 5,91 km². Em 2010 a comuna tinha 89 habitantes (densidade: 15,1 hab./km²).5 hab/km².